# دوبروفنا
دوبروفنا (بالبيلاروسية: Дуброўна) (بالروسية: Дубровно)‏ هي مدينة في منطقة فيتيبسك في شمال بيلاروسيا. وتقع على نهر دنيبر وهي المركز الإداري لمنطقة دوبرونا. بلغ عدد سكانها 6,909 نسمة في عام 2023.

## تاريخ
في القرن التاسع عشر كانت دوبرونا مركزًا للنسيج.  كان في المدينة جالية يهودية كبيرة شكلت في عام 1898 أكثر من نصف سكانها. 
خلال الحرب العالمية الثانية احتلتها القوات الألمانية في الفترة من 17 إلى 20 يوليو 1941، وقُتل يهود البلدة. من أكتوبر 1943 إلى يونيو 1944 كانت على خط المواجهة أو بالقرب منه، ولم تستعيدها القوات السوفيتية حتى 26 يونيو 1944.
تستضيف دوبروفنا مهرجان الأغاني والرقص الشعبي السنوي بعنوان "أصوات دنيبر في دوبروفنا". 

## مشاهير
- هاري باتشو (1902–1984)، قانوني
- إسرائيل دوف فرومكين (1850–1914)، صحفي
- تشارلز جافي (حوالي 1879 - 1941)، أستاذ الشطرنج
- الإخوة ياكوف بولياكوف [الإنجليزية]، صموئيل بولياكوف (1837–1888) ولازار بولياكوف (1843–1914)، رجال أعمال
- كازيميرز سيمينوفيتش (حوالي 1600 - حوالي 1651)، مهندس عسكري ورائد صواريخ
- آنا توماركين (1875–1951)، أستاذة الفلسفة
- مناحيم أوسيشكين (1863–1941)، صهيوني
- تسفي زيتلين (1922–2012)، عازف كمان

## روابط خارجية
- الموسوعة اليهودية
- مقتل يهود دوبروفنا خلال الحرب العالمية الثانية ، على موقع ياد فاشيم